# Sara Teasdale

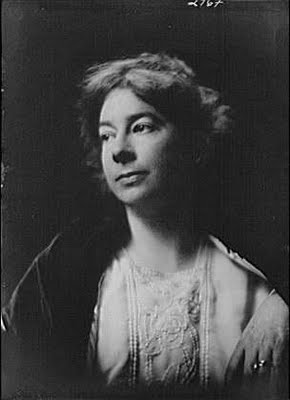
Sara Trevor Teasdale

Sara Trevor Teasdale (* 8. August 1884 in St. Louis; † 29. Januar 1933 in New York City) war eine US-amerikanische Dichterin. Ihre Gedichte, die sich durch Emotionalität und romantische Ader auszeichneten, behandelten Liebe, Natur und Tod. 1918 erhielt sie den Vorläufer des Pulitzer-Preises für Poesie. 
Zeit ihres Lebens hatte sie gesundheitliche Probleme. Aufgrund ihrer puritanisch-viktorianischen Erziehung heiratete sie nicht ihre große Liebe, den Dichter Vachel Lindsay, sondern den Geschäftsmann Ernst Filsinger, mit dem sie nach ihrer Hochzeit im Dezember 1914 nach New York zog. 1929 ließ sie sich scheiden. 1933 beendete sie ihr Leben mittels einer Überdosis Schlaftabletten, 14 Monate nachdem sich Vachel Lindsay das Leben genommen hatte. 
1994 wurde sie in den „St. Louis Walk of Fame“ aufgenommen. Ihr Grab befindet sich auf dem „Bellefontaine Cemetery“ in St. Louis.